# Oda Nobuo
Oda Nobuo (織田 信雄?; 1558 – 10 giugno 1630) conosciuto anche come Oda Nobukatsu, fu un daimyō giapponese dei periodi Sengoku ed Edo, secondo figlio di Oda Nobunaga.

## Biografia

### Clan Kitabatake
Nobuo fu il secondo figlio di Oda Nobunaga. Fu adottato come erede dalla famiglia Kitabatake dopo la loro sottomissione al clan Oda nel 1569 e sposò una figlia dell'ultimo capo dei Kitabatake, Tomonori. Nel 1575 Nobuo divenne ufficialmente capo del clan. L'anno successivo uccise il suocero, imprigionò il capo precedente, che era divenuto suo padre dall'adozione, e prese il completo comando del clan Kitabatake. Nel 1579, impaziente di guadagnare fame e onore, Nobuo lanciò un'invasione della provincia di Iga che però terminò in un totale disastro e che gli costò gravi rimprovero da parte del padre Nobunaga. Due anni dopo Nobunaga stesso guidò un'altra invasione con un esercito di parecchie migliaia di uomini e distrusse tutta la regione.

### Morte di Nobunaga
Quando Nobunaga e il suo erede, Nobutada, furono uccisi nell'incidente di Honnō-ji nel 1582, si creò una disputa per la successione del clan Oda. Il giudizio più influente di Toyotomi Hideyoshi fece sì che Oda Hidenobu, di soli due anni, fosse dichiarato nuovo capo del clan e a Nobukatsu furono assegnate le provincie di Mino, Owari e Ise . A Hideyoshi, Nobuo e Nobutaka fu assegnata la custodia di Hidenobu.
A questo punto Nobuo cambiò il suo cognome nuovamente in Oda.

### Declino
Nel 1584 Tokugawa Ieyasu supportò Nobuo nella sua pretesa di essere erede di Nobunaga e la disputò sfociò nella campagna di Komaki e Nagakute che si combatté per la maggior parte nella provincia di Owari. Nobuo fu costretto a una pace separata con Hideyoshi e gli furono restituiti molte sue terre nell'Owari. Nobuo guidò delle truppe sotto la guida di Hideyoshi durante la campagna di Odawara del 1590. Dopo l'assedio si rifiutò di accettare l'ordine di Hideyoshi di cambiare il suo dominio, e non solo perse il suo dominio originale, ma fu anche costretto a rasarsi la testa e diventare monaco sotto la supervisione di alcuni servitori del clan Toyotomi. Pochi anni dopo, quando la rabbia di Hideyoshi si allentò, a Nobuo fu affidato un piccolo dominio da 20.000 koku nella provincia di Dewa. Successivamente venne perdonato da Hideyoshi e tornò nella provincia di Ise. Divenne guardiano di Toyotomi Hideyori dopo la morte di Hideyoshi.
Nobuo si schierò con Ishida Mitsunari durante la battaglia di Sekigahara e dopo la sconfitta venne nuovamente privato delle sue terre da Tokugawa Ieyasu. Tuttavia durante l'Assedio di Osaka Nobuo tradì i Toyotomi e si arrese ai Tokugawa. Per questo gli fu permesso di rimanere daimyō durante l'inizio dello shogunato Tokugawa. 
Anche se spesso viene descritto come un generale incompetente, riuscì a sopravvivere alla serie di sconvolgimenti della fine del periodo Sengoku. Dopo la costituzione dello shogunato Tokugawa divenne il signore del dominio di Uda-Matsuyama nella provincia di Yamato e visse benestante per il resto della sua vita.

## Famiglia
- Padre: Oda Nobunaga (1536–1582)
- Padre adottivo: Kitabatake Tomonori
- Fratelli:
  - Oda Nobutada (1557–1582)
  - Oda Nobutaka (1558–1583)
  - Hashiba Hidekatsu (1567–1585)
  - Oda Katsunaga (1568–1582)
  - Oda Nobuhide (1571–1597)
  - Oda Nobutaka (1576–1602)
  - Oda Nobuyoshi (1573–1615)
  - Oda Nobusada (1574–1624)
  - Oda Nobuyoshi (died 1609)
  - Oda Nagatsugu (died 1600)
  - Oda Nobumasa (1554–1647)
- Sorelle:
  - Tokuhime (1559–1636)
  - Fuyuhime (1561–1641)
  - Hideko (morta 1632)
  - Eihime (1574–1623)
  - Hōonin
  - Sannomarudono(morta 1603)
  - Oda Tsuruhime
- Figlie: O-hime (1585-1591), sposò Tokugawa Hidetada